# Łysostopek cynamonowoczerwony
Łysostopek cynamonowoczerwony (Gymnopus putillus (Fr.) Antonín, Halling & Noordel.) – gatunek grzybów należący do rodziny Omphalotaceae.

## Systematyka i nazewnictwo
Pozycja w klasyfikacji według Index Fungorum: Gymnopus, Omphalotaceae, Agaricales, Agaricomycetidae, Agaricomycetes, Agaricomycotina, Basidiomycota, Fungi.
Po raz pierwszy takson ten zdiagnozował w 1818 r. Elias Fries nadając mu nazwę Agaricus ocior. Obecną, uznaną przez Index Fungorum nazwę nadali mu w 1997 r. Vladimir Antonín, Roy E. Halling i Machiel Evert Noordeloos. Synonimy:
- Agaricus putillus Fr. 1818
- Collybia putilla (Fr.) Singer 1936
- Marasmius putillus (Fr.) Fr. 1838

Nazwę polską zaproponował Władysław Wojewoda w 2003 r.

## Występowanie i siedlisko
Łysostopek cynamonowoczerwony występuje w niektórych krajach Europy. Jego stanowiska podano także w Ameryce Północnej i Mongolii. W. Wojewoda w zestawieniu wielkoowocnikowych grzybów podstawkowych Polski w 2003 r. przytacza 5 stanowisk i proponuje umieszczenie go na liście gatunków rzadkich o nieokreślonym zagrożeniu.
Grzyb saprotroficzny. Występuje w lasach iglastych i mieszanych. Rośnie na ziemi, wśród liści, mchów i opadłych gałęzi drzew.